# Horsefly (British Columbia)

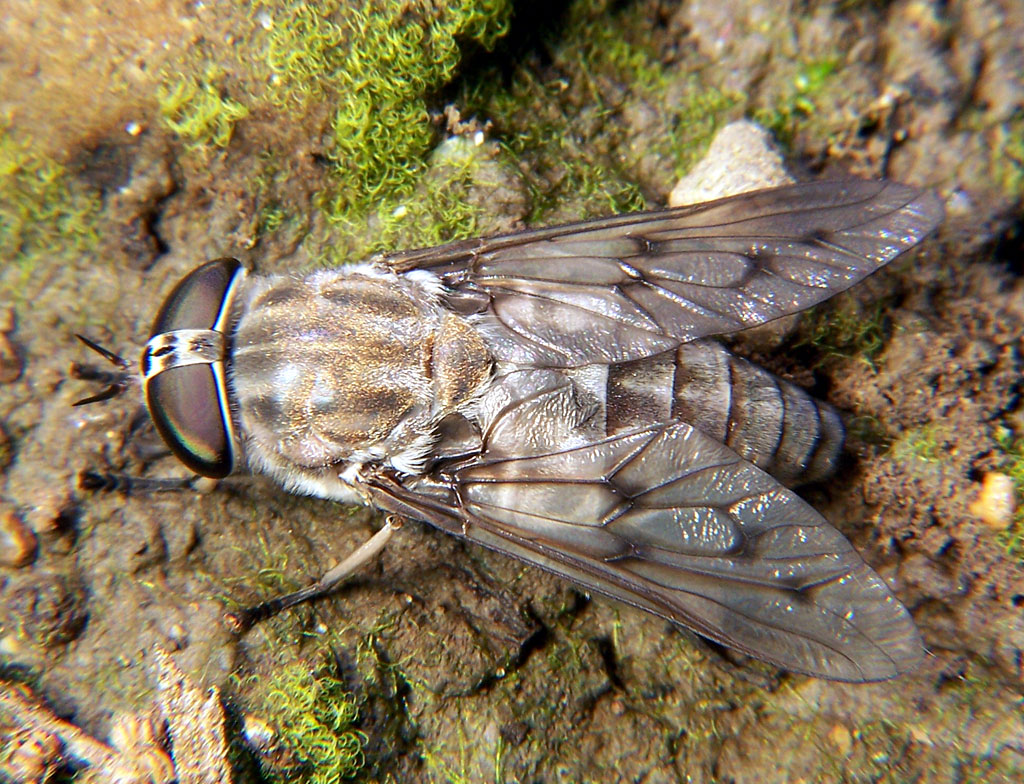
Horsefly (Bremse),
als Namensgeber

Horsefly ist eine unincorporated community (entsprechend einem Gemeindefreien Gebiet) in der kanadischen Provinz British Columbia.

## Geographie
Horsefly liegt im Cariboo Regional District, etwa je 200 Kilometer entfernt zwischen Prince George im Nordwesten und Kamloops im Südosten. Der Horsefly River tangiert Horsefly im Osten, der Horsefly Lake mit dem Horsefly Lake Provincial Park befindet sich in einer Entfernung von zehn Kilometern in nordöstlicher Richtung.

## Geschichte
Als im Jahr 1859 Gold im Horsefly River entdeckt wurde, war das der Beginn des Cariboo-Goldrauschs und viele Goldschürfer ließen sich in der Gegend nieder. Thaddeus Harper setzte 1887 die Hydromechanische Gewinnung ein und löste damit eine zweite Goldsucher-Welle aus. Der Ort wurde Harpers's Camp genannt. Nachdem die Goldsuche unattraktiv geworden war und die meisten Abenteurer wegzogen, änderten die verbliebenen Anwohner den Ortsnamen 1920 in Horsefly.
Der Ort Horsefly, der Horsefly River, der Horsefly Lake und der Horsefly Lake Provincial Park wurden nach den in den feuchten Gebieten sehr zahlreich auftretenden und die Bewohner ständig plagenden, blutsaugenden Insekten, den Bremsen (Tabanidae) (englisch: Horsefly) benannt.
Zu Beginn des 21. Jahrhunderts ist Horsefly ein beliebter Zwischenaufenthalt für Touristen, die auf den Spuren historischer Goldgräbermentalität wandeln, die Naturschönheiten der ruhigen Umgebung genießen oder die im Horsefly River laichenden Rotlachse (Oncorhynchus nerka) und andere Lachsarten beobachten. Souvenirläden, kleine Hotels und Restaurants sorgen dabei für Unterkunft und Abwechslung.

## Demografische Daten
Im Jahr 2016 wurde eine Einwohnerzahl von 186 Personen ermittelt. Hierbei handelt es sich um ständige Bewohner des Ortes. Während der Sommermonate wohnen auch Teilzeitbeschäftigte im Servicebereich, einige unbeirrbare Goldsucher und zahlreiche Touristen in Motels oder auf Campingplätzen in Horsefly.
Seit dem Jahr 2020 gibt es kein Motel mehr, das einzige Pub hatte seit 2021 auch geschlossen. Das Anvil Pub hat seit ca. Anfang Mai 2025 wieder geöffnet. Jeden Freitag und Samstag von 12.00 bis 20.00 Uhr. 